# Mark Francois
Mark Gino Francois ( /f r ɑː n s w ɑː /, né le 14 août 1965) est un homme politique britannique qui préside le Groupe européen de la recherche (ERG) — une association de députés britanniques eurosceptiques — depuis mars 2020. Membre du Parti conservateur, il est député pour Rayleigh et Wickford depuis 2001. C'est une figure marquante de la droite du parti.
Francois est vice-chambellan de la maison (en) (2010-2012), ministre d'État au ministère de la Défense (2012-2013) et ministre d'État aux Forces armées (2013-2015). Il est également ministre d'État aux Communautés et à la Résilience et ministre de Portsmouth au ministère des Communautés et des Gouvernements locaux de 2015 à 2016.
En 2018, il est nommé vice-président et whip de facto, du groupe de recherche eurosceptique européen par le président Jacob Rees-Mogg. Il a critiqué le leadership de Theresa May pendant son mandat de chef du Parti conservateur.

## Jeunesse et carrière
Mark Gino Francois est né le 14 août 1965 à Islington, un quartier du Grand Londres, de Anna Carloni et Reginald Francois. Son père est ingénieur et sa mère était une fille au pair italienne. La famille déménage à Basildon, dans l’Essex, en 1971,. Il fait ses études secondaires à la Nicholas Comprehensive School (qui fait maintenant partie de la James Hornsby School (en)). Il étudie l'histoire à l'Université de Bristol et obtient son diplôme en 1986. Francois déclare qu'il a rejoint le Parti conservateur alors qu'il étudiait à Bristol. Il obtient une maîtrise en études militaires au King's College de Londres en 1987.
En 1983, alors qu'il est à l'université, il rejoint l'armée territoriale. Francois sert en décembre 1985 dans le Royal Anglian Regiment jusqu'en septembre 1989, atteignant le grade de lieutenant,.
Après l'université, Francois est stagiaire en gestion à la Lloyds Bank. Il travaille ensuite comme consultant politique pour la société de lobbying Market Access International en 1988, partant pour créer sa propre société de lobbying, Francois Associates, en 1996, qu'il ferme lorsqu'il est élu député en 2001,,.

## Carrière politique
Il est membre du conseil du district de Basildon pour le quartier de Langdon Hills de 1991 à 1995. Au conseil, il est vice-président du comité du logement de 1992 à 1995.
Francois s'est présenté pour la circonscription de Brent-Est aux élections générales de 1997. Il est arrivé deuxième derrière le titulaire, Ken Livingstone, du Parti travailliste. Il se présente à la primaire pour être le candidat parlementaire potentiel des conservateurs pour Kensington et Chelsea aux élections partielles de 1999. La primaire est remportée par Michael Portillo, qui a recueilli 60 % du scrutin final.
Il est choisi comme candidat du parti pour Rayleigh aux élections générales de 2001 et remporte le siège avec une majorité de 8 290 voix. Il prononce son premier discours le 4 juillet 2001. Il est réélu en 2005 avec une majorité accrue de 14 726 voix. La circonscription est abolie avant les élections générales de 2010. Il est élu au nouveau siège de Rayleigh & Wickford lors de l'élection,.
Il est membre du Comité spécial de l'audit environnemental pendant la durée de son premier mandat au Parlement. Il est promu whip de l'opposition en 2003 par Michael Howard, au Secrétaire économique fantôme en septembre 2004 ; et plus tard comme Shadow Paymaster General. Il est promu ministre fantôme de l'Europe en mai 2007 et rejoint le cabinet fantôme lors du remaniement de janvier 2009. En tant que ministre fantôme de l'Europe, Francois supervise le retrait du Parti conservateur du Groupe du Parti populaire européen au Parlement européen, la création du groupe ECR et l'opposition des conservateurs à la Chambre des communes au traité de Lisbonne, contre lequel il se prononce à maintes reprises, notamment le 5 mars 2008 lors du débat sur l'adoption de la loi de 2008 sur l'Union européenne.
Lorsque les conservateurs et les libéraux démocrates forment un gouvernement de coalition après les élections générales de 2010, il est nommé vice-chambellan du ménage, une sinécure donnée à un whip du gouvernement qui implique d'être maintenu comme « captif » au palais de Buckingham lorsque la reine ouvre le Parlement. Il est admis au Conseil privé le 9 juin 2010. En 2011, il est membre du comité restreint spécial mis en place pour examiner le projet de loi qui est devenu la loi de 2011 sur les forces armées.
Il est nommé ministre d'État chargé du personnel de la défense, de la protection sociale et des anciens combattants au ministère de la Défense en septembre 2012. D'octobre 2013 à mai 2015, il est ministre d'État chargé des forces armées et de la cyberactivité.
À la suite des élections générales de 2015, il devient ministre d'État aux Communautés et à la Résilience et ministre de Portsmouth au ministère des Communautés et des Gouvernements locaux.
Francois quitte le gouvernement après la nomination de Theresa May comme Premier ministre, mais elle le nomme pour mener une étude sur l'utilisation des réserves dans l'armée.
Depuis septembre 2017, Francois siège au Comité restreint de la Défense et est un ancien membre du Comité d'administration, du Comité de sélection, du Comité de défense et du Comité d'audit environnemental. Il est vice-président des Amis conservateurs de la Pologne.
En 2019, Francois est devenu l'un des 28 soi-disant «Spartans du Brexit» conservateurs qui ont voté contre l'accord sur le Brexit de Theresa May les trois fois où il a été soumis à la Chambre des communes.
À l'élection générale de 2019, Francois est réélu avec une majorité accrue de 31 000 voix (7 550 de plus que lors de l'élection de 2017). En janvier 2020, il lance une offre de financement participatif avec le groupe StandUp4Brexit pour collecter des fonds pour que Big Ben carillonne lors du départ du Royaume-Uni de l'UE.
Le 3 mars 2020, il devient président de l'ERG, succédant à Steve Baker.

## Vie privée
Francois épouse Karen Thomas à Langdon Hills, Basildon, en juin 2000. Ils divorcent en 2006.